# Narita, Chiba
Narita (成田市 (Thành Điền thị) Narita-shi) là một thành phố thuộc tỉnh Chiba, Nhật Bản.
Đây là nơi tọa lạc sân bay quốc tế Narita, sân bay quốc tế chính phục vụ Vùng đô thị Đại Tokyo.
Tính đến ngày 1 tháng 2 năm 2016, thành phố có dân số ước tính là 131.096 người và mật độ dân số là 613 người trên mỗi km². Tổng diện tích của nó là 213,84 km2 (82,56 dặm vuông).